# Glaucorhoe
Glaucorhoe är ett släkte av fjärilar. Glaucorhoe ingår i familjen mätare.
Kladogram enligt Catalogue of Life:
| Glaucorhoe | \| \| Glaucorhoe albostrigaria \| \| \| \| \| \| Glaucorhoe eliela \| \| \| \| \| \| Glaucorhoe geraea \| \| \| \| \| \| Glaucorhoe unduliferaria \| \| \| \| |
|            | \| \| Glaucorhoe albostrigaria \| \| \| \| \| \| Glaucorhoe eliela \| \| \| \| \| \| Glaucorhoe geraea \| \| \| \| \| \| Glaucorhoe unduliferaria \| \| \| \| |
|            | Glaucorhoe albostrigaria |
|            | |
|            | Glaucorhoe eliela |
|            | |
|            | Glaucorhoe geraea |
|            | |
|            | Glaucorhoe unduliferaria |
|            | |